# André Maurois
André Maurois, pseudonimo di Émile Salomon Wilhelm Herzog (Elbeuf, 26 luglio 1885 – Neuilly-sur-Seine, 9 ottobre 1967), è stato un romanziere, saggista e storico francese.
Fu eletto membro dell'Académie française il 23 giugno 1938, al seggio 26, successore di René Doumic.

## Biografia

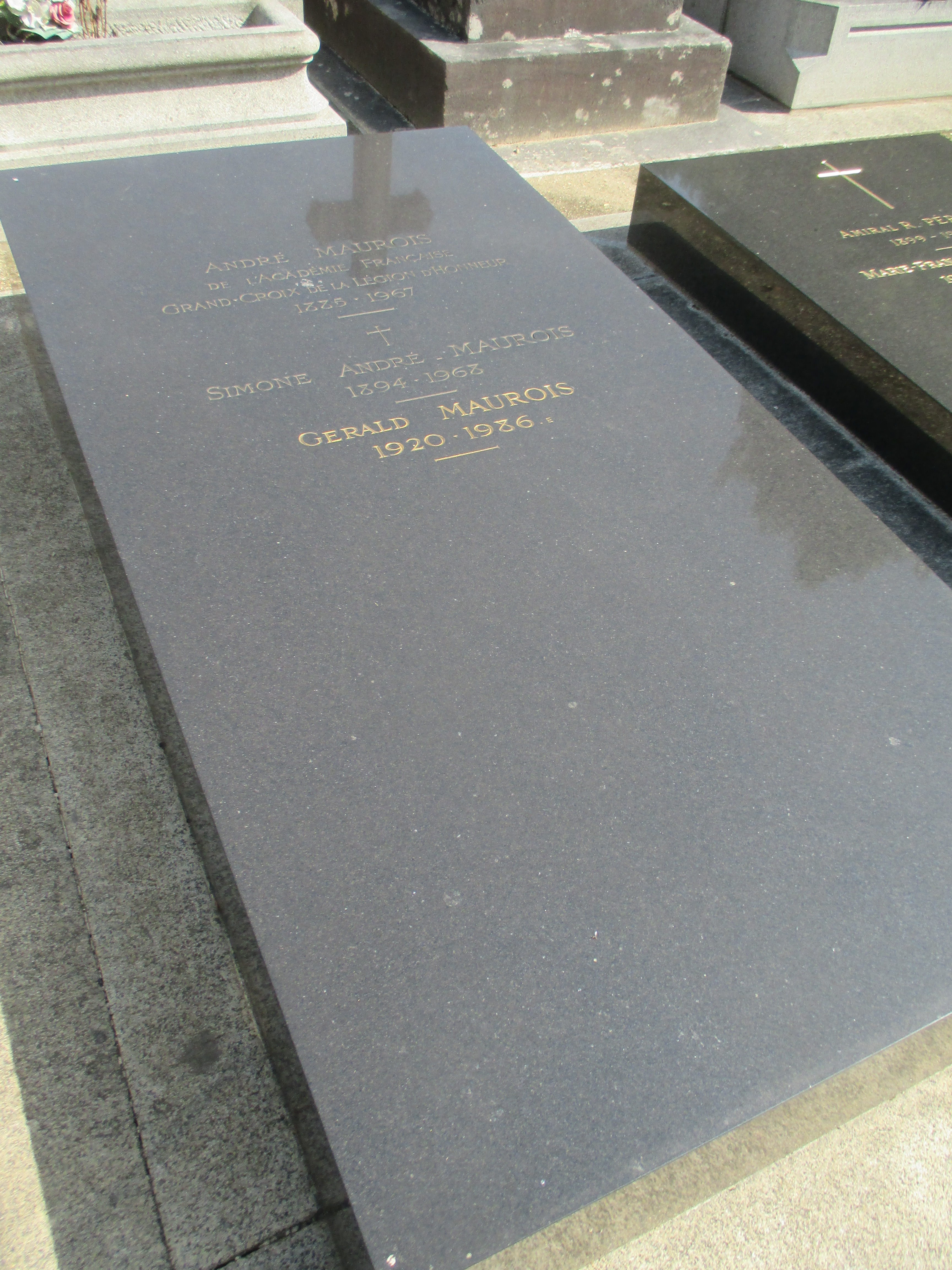
Tomba di André Maurois, al vecchio cimitero di Neuilly-sur-Seine

Figlio di un industriale ebreo alsaziano, trasferitosi a Elbeuf nel 1871, studiò al Liceo Pierre Corneille di Rouen, dove fu allievo anche di Alain. Si laureò in Lettere e per anni gestì l'azienda di famiglia. Nel 1909 sposò Jane-Wanda de Szymkiewicz detta "Janine", da cui ebbe tre figli; rimase vedovo nel 1923. Sua seconda moglie fu la poetessa e scrittrice Simone de Caillavet, sposata nel 1926 e che gli sopravvisse per un anno.
Durante la prima guerra mondiale fu scelto come ufficiale di collegamento ed interprete con l'esercito inglese. Le esperienze gli ispirarono due romanzi: I silenzi del colonnello Bramble, 1918 e Il dottor O'Grady, 1922.
Nel dopoguerra lasciò l'azienda familiare e si dedicò alla scrittura. Si affermò come romanziere, con Bernard Quesnay 1922, Climats 1928, Le Cercle de famille 1932; si dedicò alla letteratura per ragazzi (Voyage au pays des Articoles 1928, Le Pays des trente-six mille volontés 1929, Patapoufs et Filifers 1930). Fu nel contempo autore di biografie su eminenti personaggi, in prevalenza letterari, come Shelley, Disraeli, Byron, Lyautey, Turgheniev, Edoardo VII, Voltaire, Chateaubriand, Marcel Proust, George Sand, Victor Hugo, Honoré de Balzac, Robert Browning ed Elizabeth Barrett Browning, Alexander Fleming.
Scrisse anche numerose opere di Storia, quali Storia d'Inghilterra, 1937; Storia degli Stati Uniti, 1943; Storia di Francia, 1947. In collaborazione con Louis Aragon fu autore di Les Deux Géants - Histoire des États-Unis et de l'U.R.S.S: De 1917 à nos jours, (USA-URSS: storie parallele dal 1917 ai giorni nostri), della quale egli scrisse la parte inerente agli Stati Uniti e Aragon si occupò della storia dell'Unione Sovietica. L'opera fu pubblicata nel 1963-1964.
Nel 1938 (il 23 giugno) divenne accademico di Francia, al seggio XXVI, che avrebbe tenuto per quasi trent'anni. Fu accolto da André Chevrillon e pronunciò il Discorso di accettazione.
Partecipò all'inizio della seconda guerra mondiale in qualità di osservatore francese ufficiale, distaccato presso l'esercito inglese in Belgio, e in seguito fu inviato a Londra. Fu smobilitato nel 1940, dopo l'armistizio causato dall'occupazione tedesca della Francia. Passò con la moglie in Canada dove scrisse Tragédie en France. In seguito la coppia si rifugiò negli Stati Uniti. Tornarono in Francia alla fine del conflitto e trovarono la casa devastata e depredata dagli invasori tedeschi. Nel 1947 legalizzò il suo nome d'arte..
Oltre alla copiosa produzione letteraria, Maurois fu presente nel mondo del cinema; come scrittore e come membro di giurie: presiedette la giuria al Festival di Cannes nel 1951, quindi nel 1957; nel 1965 fu presidente onorario e nel 1966 membro della giuria.
Il 4 agosto 1965 ricevette la Legion d'Onore, con il grado di Cavaliere di Gran Croce.
Morì il 9 ottobre 1967, per i postumi di un'occlusione intestinale. È sepolto nel Cimitero vecchio di Neuilly-sur-Seine.

## Opere
- Les silences du colonel Bramble, Parigi: Grasset, 1918 (include la traduzione francese del poema di Rudyard Kipling If);
  - I silenzi del colonnello Bramble: romanzo, traduzione di Ferrante Azzali, Editoriale Ultra, Milano [19..], traduzione di Corrado Rossi Saxer, Atlantica, Roma: stampa 1945, traduzione di Maria Paoli, Rizzoli, Milano 1954, con il titolo Il silenzioso colonnello Bramble: Prima versione italiana di A. Silvestrelli, Ediz. Delfo, Genova 1930 (Marsano)
- Ni ange, ni bête, Parigi: Grasset, 1919;
  - Nè angelo nè bestia: romanzo, traduzione ignota, Corbaccio, stampa Milano 1938
- Les bourgeois de Witzheim, illustrazioni di Paul Welsh, Parigi, B. Grasset, 1920;
- Le Général Bramble, ill. di Bernard Boutet de Monvel, Parigi, B. Grasset, 1920;
- La Hausse et la Baisse, romanzo, Parigi, A. Fayard, 1922
- Les Discours du docteur O'Grady, Parigi: Grasset, 1922;
  - Il dottor O'Grady: romanzo, prima versione dall'originale di A. Silvestrelli, Delfo, Genova [19..?!
- Ariel, ou La vie de Shelley, Parigi: Grasset, 1923;
  - Ariel, o La vita di Shelley, traduzione dal francese di Maria Martone, Tiber, Roma 1929
- Dialogue sur le commandement, Parigi: Grasset, 1924;
- Bernard Quesnay, Parigi: Gallimard, 1926;
  - Bernardo Quesnay, traduzione di Enrico Piceni, A. Mondadori, Milano 1933
- Meïpe ou la Délivrance, racconto e novella, 1926;
- La vie de Disraëli, Parigi: Gallimard, 1927;
  - Disraeli, trad. autorizzata di Maria Martone Napolitano, Corbaccio, Milano 1931, con il titolo Disraeli: conservatore rivoluzionario, (stessa trad.), Iduna, Sesto San Giovanni 2021
- Études anglaises: Dickens, Walpole, Ruskin e Wilde, La jeune littérature, Parigi: Grasset, 1927;
- Le chapitre suivant, Parigi: Éditions du Sagittaire, 1927
- Climats, Parigi, B. Grasset, 1928;
  - Odile: romanzo unica traduzione autorizzata di Enzo Loreti, G. Carabba, Lanciano 1932; con il titolo Clima d'amore, traduzione di Ero Agostini, A. Mondadori, Milano 1962
- Voyage au pays des Articoles, racconto e novella, 1928;
  - Viaggio al paese degli articani, prima traduzione italiana dal francese di Maria Martone, S. De Carlo, Roma 1945; con il titolo Naufragio sull'isola degli Artensi, traduzione di Federico Maria Roccavento, Endemunde, Milano 2014
- Raymond Woog, saggio, 1928;
- Aspects de la biographie, sei conference tenute al Trinity College, Cambridge, nel maggio 1928, per la Fondazione Clark
- Le Pays des trente-six mille volontés, illustrazioni di Adrienne Ségur, Librairie Hachette, Paris 1929;
- Byron, Parigi, B. Grasset, 1930;
  - Byron, traduzione di Maria Napolitano Martone, Corbaccio, Milano, 1931;
- Relativisme, Parigi, Kra, 1930;
- Patapoufs et Filifers, con 75 disegni di Vercors, Parigi: Paul Hartmann, 1930;
  - Cicciabomba e Gambasecca, traduzione di Glauco Arneri, Mondadori, Milano c1994
- Lyautey, biografia, Parigi: Plon, 1931;
- Tourgueniev, Parigi, B. Grasset, 1931;
- Le Peseur d'âmes, Parigi: Gallimard, 1931;
  - in Racconti immaginari, Il pesatore di anime, traduzione di Enrico Piceni, Mondadori, Milano 1933
- L'Amérique inattendue, Parigi, Grasset, 1931;
- Le Côté de Chelsea, Parigi, Gallimard, 1932;
- Mes songes que voici, Parigi, Grasset, 1932;
- Le Cercle de famille, Parigi, Grasset, 1932;
  - Sua figlia, traduzione autorizzata dal francese di Enrico Piceni; illustrazioni a colori di Giorgio Dabovich, A. Mondadori, Milano stampa 1932
- Chantiers américains, Gallimard NRF, 1933;
  - Cantieri americani, a cura di Maurizio Griffo, A. Guida, Napoli 2000
- Édouard VII et son temps, biografia, Parigi: Les Éditions de France, 1933;
- Byron et les femmes, Parigi, Flammarion, 1934;
- L'Instinct du bonheur, romanzo, Parigi, B. Grasset, 1934;
  - L'istinto della felicità: romanzo; seguito dalle Novelle di Pont-de-l'Eure (titoli originali delle novelle: La rentree, La ceinture verte, Magie brune, Apres dix ans, "Bon soir, cherie..."., traduzione di Enrico Piceni, A. Mondadori, Milano 1938
- Sentiments et Coutumes, Parigi, B. Grasset, 1934;
- Magiciens et Logiciens: Rudyard Kipling, H. G. Wells, Bernard Shaw, G. K. Chesterton, Joseph Conrad, Lytton Strachey, Katherine Mansfield, D.-H. Lawrence, Aldous Huxley, Parigi Grasset, 1935;
- Malte, acquarelli di Philippe Tassier, Parigi, Editions Alpina, 1935;
- Voltaire, Parigi: Gallimard, 1935;
  - Voltaire presentato da André Maurois; traduzione di Giampaolo Tolomei, A. Mondadori, Milano 1951
- Premiers contes, racconti, Rouen, H. Defontaine, 1935;
- Histoire d'Angleterre, Parigi: A. Fayard et Cie, 1937;
  - Storia d'Inghilterra, traduzione di Enrico Piceni, A. Mondadori, Milano 1938
- La machine à lire les pensées: Récit, Parigi: Gallimard, 1937;
- Chateaubriand, Parigi: Grasset, 1938; con il titolo di René ou la Vie de Chateaubriand, B. Grasset, 1956;
  - Chateaubriand, traduzione di Enrico Piceni, A. Mondadori, Milano 1946
- Un art de vivre, Parigi: Plon, 1939;
  - Un'arte di vivere, traduzione di Giuseppe Bianchi, F.lli Palombi, Roma 1939
- L'Empire français, illustrazioni di Auguste Leroux, Librairie Hachette. Album per bambini che presenta l'Impero Coloniale francese, 1939;
- États-Unis 1939: Journal d'un voyage en Amérique, Parigi, Les Éditions de France, 1939;
- Discours prononcé dans la séance publique de sa réception à l'Académie Française le jeudi 22 juin 1939, Éd. Firmin Didot et Cie, 1939;
- Les origines de la guerre de 1939, Parigi: Gallimard, 1939;
- Tragédie en France, New York: Editions de la Maison française, 1940; Why France fell, trad. dal francese di Denver Lindley, Londra: the Bodley Head, 1940;
- Mémoires - I Les années d'apprentissage - II Les années de travail", Éditions de la Maison Française, 1942;
- Toujours l'inattendu arrive, racconti e novelle, 1943;
- Histoire des États-Unis, 1943;
  - Storia degli Stati Uniti: 1492-1946, traduzione di Giorgio Monicelli, Mondadori, Milano 1953
- Terre promise, New York: Ed. de la Maison française,1945;
- Journal des États-Unis 1946, 1946
  - Diario d'America 1946: traduzione dal francese di Jacopo Darca, Ed. Astrea, Roma 1947
- Sept visages de l'amour, Parigi la Jeune Parque, 1946;
- "Histoire de France", Parigi: Dominique Wapler, 1947;
  - Storia della Francia, trad. di Tom Antongini, Mondadori, Verona 1952
- Les mondes impossibles, racconti e novelle, Parigi, Gallimard 1947;
- Rouen dévasté, saggio, con acqueforti e litografie di Émile-Henry Tilmans, Société normande des amis du livre, 1947;
- À la recherche de Marcel Proust, Parigi: Hachette, 1949;
  - Alla ricerca di Marcel Proust, traduzione di Giorgio Monicelli, Mondadori, Milano 1956
- Alain, Parigi: Domat, 1950;
- Nouveaux discours du Docteur O’Grady, Parigi, B. Grasset, 1950
- Ce que je crois, saggio, Grasset, 1951;
- Lélia, ou la vie de George Sand, Parigi: Hachette, 1952;
  - Lélia: la vita di George Sand, traduzione di Tom Antongini, A. Mondadori, Milano 1954
- Destins exemplaires, Parigi: Plon, 1952;
- L'Angleterre romantique, Gallimard, NRF, 1953;
- Lettres à l'inconnue, Parigi: La Jeune Parque, 1953;
- Olympio ou la vie de Victor Hugo, Parigi: Hachette, 1954;
- Femmes de Paris, Plon, 1954;
- Histoire du peuple américain. Tome 1, États-Unis, Éditions littéraires de France, 1955; Tome 2, États-Unis, stessa editrice 1956;
- Robert et Elizabeth Browning: portraits suivis de quelques autres, B. Grasset, 1955;
- Les Roses de septembre, Flammarion, 1956;
- Lecture, mon doux plaisir, Parigi: Arthème Fayard, 1957;
- Les Titans ou Les Trois Dumas, Parigi: Hachette, 1957:
- Portrait d'un ami qui s'appelait moi, Namur: A. Wesmael-Charlier, 1959;
- La vie de Sir Alexander Fleming, Parigi: Hachette, 1959:
  - La vita di sir Alexander Fleming, traduzione di Piero Raimondi, A. Mondadori, Milano 1960
- Le Monde de Marcel Proust, Hachette, 1960;
- Pour piano seul: toutes les nouvelles d'André Maurois, Flammarion, 1960;
- Adrienne, ou La vie de Mme de La Fayette, Parigi: Hachette, 1961;
- Les Deux Géants - Histoire des États-Unis et de l'U.R.S.S: De 1917 à nos jours, con Louis Aragon, Robert Laffont, 1962;
  - USA-URSS: storie parallele dal 1917 ai giorni nostri, di André Maurois (USA, traduzione di Pietro Lazzaro) e Louis Aragon (URSS, traduzione di Liliana Magrini), A. Mondadori, Milano 1963-1964
- Napoléon, Hachette, Parigi: 1964
  - Napoleone, A. Peruzzo, Milano 1964
- Prométhée ou la Vie de Balzac, Parigi: Hachette, 1965;
- Histoire de l'Allemagne, Parigi, Hachette, 1965;	
  - Storia illustrata della Germania, traduzione di Bice Vivenza, A. Mondadori, Milano 1968
- Au commencement était l'action, Plon, 1966;
- Lettre ouverte à un jeune homme sur la conduite de la vie, A. Michel, 1966;

## Filmografia parziale

### Sceneggiatore o autore del soggetto
- Entente cordiale, regia di Marcel L'Herbier, 1939;
- Eshtebah, regia di Mansour Mobini, 1953;
- Schule für Eheglück, regia di Rainer Geis e Anton Schelkopf, 1954;
- Pensione Edelweiss regia di Ottorino Franco Bertolini e Víctor Merenda, 1959
- Sensi inquieti (da "Climats"), regia di Stellio Lorenzi, 1962
- La misère et la gloire, film TV, regia di Henri Spade, 1965
- Thanatos Palace Hotel, episodio TV, nella terza stagione della serie L'ora di Hitchcock, regia di Laslo Benedek, 1965;
- Le bonheur conjugal, serie televisiva in 13 episodi, regia di Jacqueline Audry, 1965;
- Palace-Hotel, film per la TV, regia di Tom Toelle, 1969;
- The House, episodio TV, nella prima stagione della serie Mistero in galleria, regia di John Astin, 1970;
- Honoré de Balzac, film per la TV, regia di Pavel Blumenfeld, 1970;
- Tajemství velikeho vypravece, regia di Karel Kachyňa, 1972;
- Thanatos palace hotel, film per la TV, regia di Pierre Cavassilas, 1973;
- Bernard Quesnay, film per la TV, regia di Jean-François Delassus, 1979;
- Climats film per la TV, regia di Caroline Huppert, 2012;